# Anarcoprimitivisme

Bandera representativa de l'anarcoprimitivisme.

L'anarquisme primitivista o anarcoprimitivisme és una tendència de l'anarquisme que critica els orígens i progrés de la civilització i que alhora forma part de l'ecologisme radical. Són primitivistes John Zerzan, Theodore Kaczynski o Christopher McCandless.
Els primitivistes mantenen que el canvi de caça-recol·lecció cap a la subsistència de l'agricultura va donar lloc a l'estratificació social, coacció i alienació. Ells advoquen per tornar a una vida no-"civilitzada" a través de la desindustrialització, l'abolició de la divisió del treball o l'especialització, i certs graus d'abandó de la tecnologia. De totes maneres, hi ha nombroses formes de primitivisme no-anàrquic, i no tots els primitivistes apunten al mateix fenomen com a font dels problemes de la civilització moderna. Alguns, com Theodore Kaczynski (Unabomber), veuen únicament la Revolució Industrial com un problema, uns altres apunten cap a diversos fets històrics tals com el monoteisme, l'escriptura, el patriarcat, l'ús d'eines de metall, etc.
La majoria dels anarquistes rebutgen aquesta crítica de la civilització mentre que alguns la recolzen encara que no es considerin a si mateixos primitivistes (per exemple, Wolfi Landstreicher o personatges de l'anarcoinsurreccionalisme). Els anarcoprimitivistes es distingeixen habitualment per enfocar-se en la pràctica d'aconseguir un estat assilvestrat a través de la "resalvagització". Alguns també promouen una tornada al nudisme.

## Antecedents Històrics

### Orígens

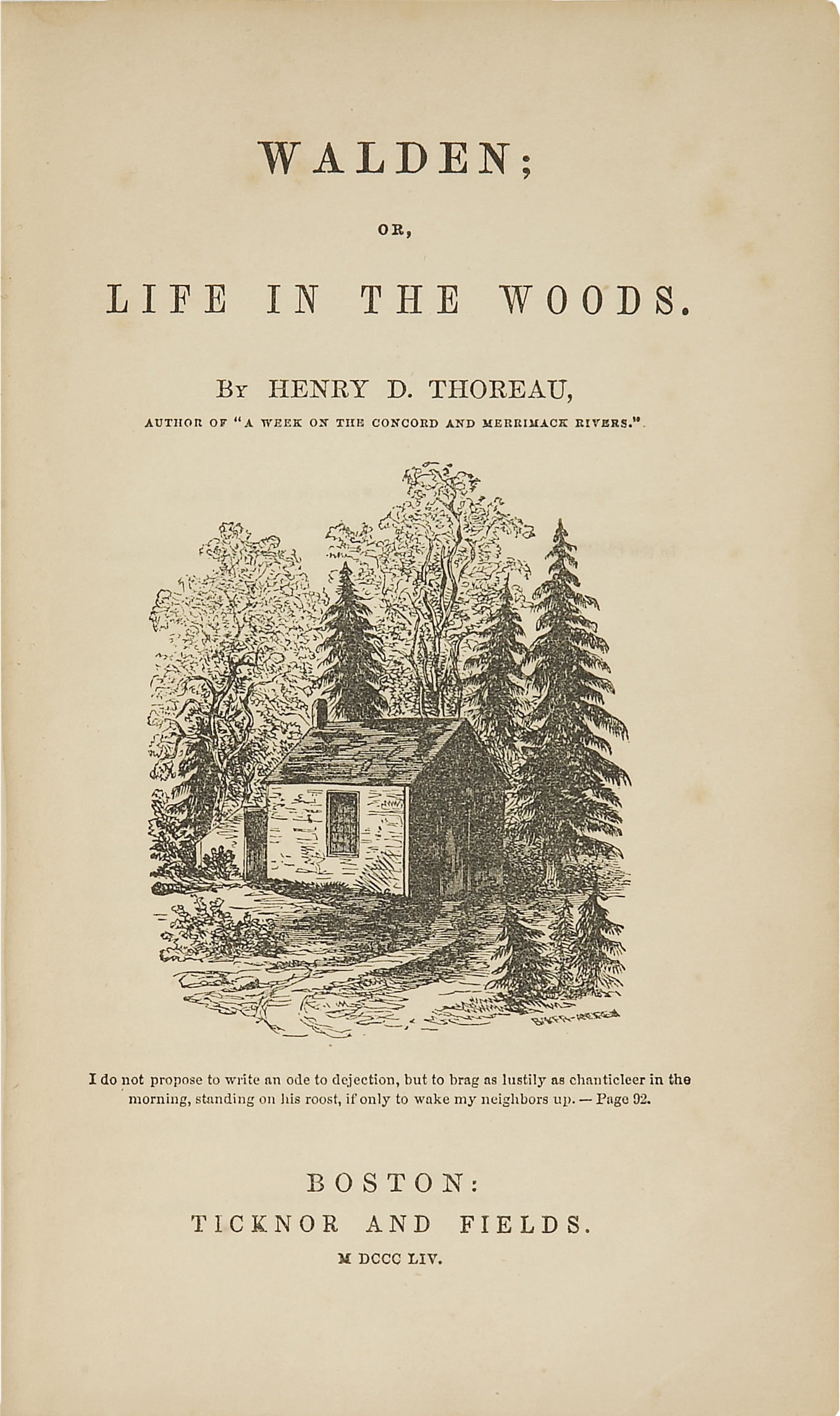
Walden, o la vida als boscos de Henry David Thoreau

L'anarquisme va començar a tenir un enfocament ecològic principalment en les obres de Henry David Thoreau, qui era un trascendentalista i anarquista individualista nord-americà. En el seu llibre Walden, o la vida als boscos advoca per una vida senzilla i autosuficient en entorns naturals en resistència a l'avanç de la civilització industrial. Molts han vist Thoreau com un dels precursors de l'ecologisme i de l'anarcoprimitivisme representat en l'actualitat per John Zerzan. Per a George Woodcok aquesta postura pot ser també motivada per la idea de resistència i rebuig del creixent materialisme, el qual és la naturalesa de la societat nord-americana en la meitat de segle xix. John Zerzan va incloure el text Excursió (1863) de Thoreau en la seva compilació d'escrits anti-civilització anomenat Contra la civilització: lectures i Reflexions de 1999.

## Conceptes
Els primitivistes critiquen que abans de l'arribada de l'agricultura, els humans vivien en tribus nòmades que eren social, política i econòmicament igualitàries. Sense tenir cap jerarquia, aquestes tribus eren de vegades vistes com una personificació precursora de l'anarquisme.
John Moore diu que l'anarcoprimitivisme busca:
"descobrir, desafiar i abolir totes les formes de poder que estructuren a l'individu, a les relacions socials i a les interaccions amb el món natural."
Els primitivistes mantenen que com a resultat de l'agricultura, les societats s'han convertit progressivament més dependents dels processos tecnològics i a l'estructura de poder que va sorgir de la divisió del treball i la jerarquia. Els primitivistes no estan d'acord sobre el grau en el qual l'horticultura hauria d'estar present en una societat anàrquica, alguns mantenen que la permacultura hauria de tenir un paper però uns altres advoquen per una subsistència estrictament caçadora-recol·lectora. Malgrat el seu rebuig cap al cientifisme, el primitivisme s'ha basat en la cultura antropològica i l'arqueologia. En l'última meitat de segle, societats que abans es veien com a bàrbares han estat tornades a examinar per acadèmics, alguns dels quals mantenen que els primers humans vivien en relativa pau i prosperitat. Per exemple Frank Hole, un especialista en agricultura "primerenca" i Kent Flannery, un especialista en la civilització mesoamericana, s'han fixat que "cap grup de la terra té més temps lliure que els caçadors i els recol·lectors, els qui ho utilitzen principalment en jocs, conversa i relaxació." (Kirkpatrick Sale,"Dwellers in the Land: The Bioregional Vision") 
Erudits com Karl Polanyi i Marshall Sahlins descriuen la societat primitiva com economia del regal amb "béns valorats per la seva utilitat o la seva bellesa més que pel seu cost; comoditats canviades més en base de les necessitats que del preu; treball dut a terme sense la idea d'un salari a canvi o un benefici individual, és més, sense la noció de 'treballar'.". Aquesta afirmació ha estat durament criticada, ja que el preu no és més que una metàfora de la seva utilitat.
Altres erudits i pensadors com Paul Shepard, influenciats per l'antropòleg Claude Lévi-Strauss, han escrit sobre el "principi d'evolució" que estableix que les espècies fora del seu hàbitat natural i els seus comportaments es convertiran en patològiques. Shepard ha escrit extensament sobre les maneres en què la interrupció de la "ontogènia" natural humana la qual s'ha desenvolupat a través de milers d'anys d'evolució basant-se en la recollida ha estat interrompuda per una forma de vida sedentària causat per l'agricultura.
El mateix Marshall Sahlins afirma que les societats primitives, les prehistòriques i les que avui resisteixen (com els aborígens australians, els boiximans…), vivien en una opulència relativa lloc que posseïen tot el que podien necessitar. Per entendre aquesta afirmació és necessari adonar-se que la societat occidental actual ha institucionalitzat els seus desitjos materialistes però que aquest no és l'estat natural de l'ésser humà. La pobresa en què, segons els nostres paràmetres, viuen aquest tipus de societats no és tal, ja que l'escassetat de pertinences és el que els permet la seva forma de vida nòmada.
En el mateix tractat, Marshall Sahlins explica que les societats primitives estudiades gaudeixen de molt temps lliure, emprant una mitjana de tres hores al dia en les seves tasques de subsistència, com la caça o la recol·lecció, i que la resta del seu temps es dedica a dormir o a activitats d'oci.

### Civilització
Els primitivistes veuen la civilització com la lògica, les institucions, i l'aparell físic de domesticació, control i dominació. Es concentren bàsicament en la qüestió dels orígens. La civilització és vista com el problema subjacent o arran de l'opressió, i es creu que ha de ser desmantellada o destruïda.
Els primitivistes descriuen el sorgiment de la civilització com el canvi durant els últims 10.000 anys des d'una existència profundament connectada a la xarxa de la vida, cap a una separada i en control de la resta de la vida. Sostenen que abans de la civilització generalment existia un ampli temps d'oci, una autonomia de gènere i igualtat social, un enfocament no destructiu cap al medi natural, l'absència de violència organitzada, no hi havia mediacions o institucions formals, i una salut i robustesa. Els primitivistes estableixen que la civilització va inaugurar la guerra, la subjugació de les dones, el creixement de la població, el treball abusiu, conceptes de propietat, va afermar les jerarquies, i virtualment cada malaltia coneguda. Reivindiquen que la civilització depèn d'una renúncia forçada a la llibertat instintiva i que és impossible reformar aquesta renúncia.

### Crítica cap a la cultura simbòlica
Els primitivistes rebutgen el canvi cap a una cultura simbòlica, ja que ho veuen com altament problemàtic, en el sentit que ens separa d'una interacció directa. Normalment la resposta a aquest plantejament és, Llavors, només vols grunyir?. Aquest seria el desig d'alguns, però la crítica més freqüent és un enfocament cap als problemes inherents a la comunicació i la comprensió que jeuen principalment en el pensament simbòlic en la despesa (i fins i tot exclusió) d'altres significats sensuals i il·limitats.

### La domesticació de la vida
La domesticació, d'acord amb els primitivistes, és el procés que la civilització utilitza per adoctrinar i controlar la vida d'acord amb la seva lògica. Els mecanismes de domesticació inclouen: domar, criar, modificar genèticament, educar, engabiar, intimidar, coaccionar, extorquir, prometre, governar, esclavitzar, aterroritzar, assassinar, etc. La llista segueix fins a incloure gairebé totes les interaccions socials civilitzades. Els primitivistes diuen que la seva causa i efecte són examinats i sentits per tota la societat, imposats a través de diverses institucions, rituals i costums.
Els primitivistes també descriuen això com el procés mitjançant el qual les tribus nòmades es van convertir en sedentàries, passant a existències fixes mitjançant l'agricultura i la ramaderia. Reivindiquen que aquest tipus de domesticació exigeix una relació totalitària amb la terra, les plantes i els animals que són domesticats. Diuen que mentre que en un estat silvestre, tota vida comparteix recursos i competeix per ells, la domesticació destrueix aquest balanç. El paisatge domesticat (Per exemple, camps de pasturatge, camps sembrats i en un grau menor l'horticultura i la jardineria) exigeix la fi de la repartició dels recursos que en uns altres temps va existir; mentre que abans "això era de tots" actualment és "meu". Els primitivistes sostenen que aquesta noció de propietat va cimentar la fundació de la jerarquia social, erigint-se així la propietat i el poder.
Pels primitivistes la domesticació no solament canvia l'ecologia d'un ordre lliure a un totalitari, sinó que també esclavitza a les espècies que són domesticades.

### Els orígens de la dinàmica i el patriarcat
Els primitivistes mantenen que cap a l'inici del canvi cap a la civilització, un dels primers productes és el patriarcat: la formalització de la dominació de l'home i el desenvolupament d'institucions que ho promouen. Els primitivistes sostenen que creant distincions falses de gènere i divisions entre homes i dones, la civilització, novament, crea a "un altre" que pot ser deshumanitzat, controlat, dominat i utilitzat. Veuen això igual que la domesticació de les plantes per a l'agricultura i la dels animals per a la ramaderia, en la dinàmica general, i també en l'específica, com el control de la reproducció. Mantenen que com en altres àmbits de l'estratificació social, les funcions li són assignades a la dona per establir un ordre rígid i predictible, que beneficia a la jerarquia. Afirmen que les dones han passat a ser vistes com una propietat privada, igual que els cultius en els camps o les ovelles en el pasturatge. Els primitivistes sostenen que la possessió i absolut control, tant de terra, plantes, animals, esclaus, nens o dones és part de la dinàmica establerta per la civilització.
El patriarcat, per un primitivista, exigeix la subjugació del femení i la usurpació de la naturalesa, movent-nos cap a una anihilació total. Van més enllà de la delimitació del poder, control i dominació sobre el salvatge, la llibertat i la vida. Diuen que la condició patriarcal dicta totes les nostres interaccions: amb nosaltres mateixos, la nostra sexualitat, les nostres relacions amb els altres i la nostra relació amb la naturalesa. Reivindiquen que limita severament l'espectre de possibles experiències.

### Divisió del treball i especialització
Els primitivistes tendeixen a veure la divisió del treball i l'especialització com a problemes fonamentals i *irreconciliables, decisius per a les relacions socials dins de la societat mateixa. Veuen aquesta desconnexió de l'habilitat de cuidar-nos a nosaltres mateixos i proveir-nos dels nostres pròpies necessitats com una tècnica de separació i desapoderament, perpetuada per la civilització. L'especialització és vista com a causant d'inevitables injustícies d'influència i soscava les relacions igualitàries.

### Rebuig de la ciència
Els primitivistes rebutgen la ciència moderna i mecànica com un mètode d'entendre el món. La ciència, de la manera que normalment es comporta, no és considerada neutral. La veuen carregada de motius i suposicions que hi han sortit i hi reforcen la civilització.
La ciència moderna és interpretada com un intent de veure el món com una col·lecció d'objectes separats que han de ser observats i compresos. Per complir aquesta tasca els científics han de distanciar-se emocional i físicament, per tenir una connexió d'informació única cap a la cosa observada.
Els primitivistes mantenen que aquesta és una manera mecànica de veure la vida i és l'equivalent a la religió dominant del nostre temps. Com la ciència només té en compte el quantitatiu, els primitivistes suggereixen que no admet valors o emocions. Mentre que la ciència reivindica que solament les coses que són reproduïbles, predictibles i iguals per a tots els observadors són reals i importants, els primitivistes diuen que la realitat per si mateixa no és reproduïble, predictible o igual per a tots els observadors.
La ciència és vista pels primitivistes com una consideració només parcial de la realitat, una crítica que se li fa des de diversos sectors: la de ser eminentment reduccionista. L'observabilitat, la deshumanització, la predictibilitat, controlabilitat i uniformitat són les metes de la ciència. Això, diuen els primitivistes, porta al món a pensar que tot hauria de ser quantificat, controlat i en uniformitat amb tot la resta. Els primitivistes veuen també a la ciència com a promotora de la idea que les experiències, persones i idees anòmales haurien de ser rebutjades o destruïdes com a components imperfectes d'una màquina.

### El problema de la tecnologia
Els primitivistes rebutgen la tecnologia moderna per complet. La veuen com un sistema complex que implica la divisió del treball, l'extracció de recursos i explotació per al benefici d'aquells que implementen el seu procés. Mantenen que la interacció amb la tecnologia és sempre l'alienació i mediació, i argumenten que l'interaccionar amb i el resultat de la tecnologia és sempre una alienada, intervinguda i distorsionada versió de la realitat. La tecnologia, com la ciència, és vista com no neutral.
Una eina simple és considerada una utilització temporal d'un element dins del nostre entorn immediat per a una tasca específica. Les eines no són incloses en sistemes complexos que alienen a l'usuari de l'acte. Els primitivistes reivindiquen que en la tecnologia està implícita la separació, creant un medi insalubre que ens porta a diverses formes d'autoritat. La dominació creix cada vegada que una nova tecnologia és creada, els primitivistes observen com és sempre necessària la construcció de nova tecnologia per suportar, alimentar, mantenir i reparar la tecnologia original. Els primitivistes estableixen que això ens porta molt ràpidament a l'establiment d'un sistema tecnològic complex que sembla tenir una existència independent dels humans pels quals ha estat creat. Pensen que aquest sistema destrueix, elimina i subordina el món natural, construint un món en el qual només tenen cabuda les màquines.

### Producció i industrialisme
D'acord amb els primitivistes, un dels elements claus de l'estructura tecno-capitalista és l'industrialisme, el sistema mecanitzat de producció construït sobre un poder centralitzat i l'explotació de persones i de la naturalesa. L'industrialisme no pot existir, diuen, sense genocidi, actes deliberats de destrucció del mitjà natural i colonialisme.